# Palast der Miserablen
Der Palast der Miserablen ist ein Roman des deutsch-irakischen Autors Abbas Khider. Er erschien am 17. Februar 2020 im Hanser Verlag. Khider selbst ist Iraker und floh aus dem Staat Saddam Husseins, der Roman ist semiautobiografisch.

## Inhalt
Zur Zeit des Ersten Golfkriegs: Der junge Shams lebt mit seinen Eltern und seiner großen Schwester Qamer im Dorf „Herzliche Hölle“ im Süden Iraks, wo er auch zur Schule geht. Die Frauen kümmern sich um den Haushalt und die Männer dienen als Soldaten. Shams ist mit dem Krieg aufgewachsen, sein Vater ist als Kämpfer häufig im Ausland. Erst als der Krieg endet, wird die Stimmung zu Hause entspannter. Das Land erlebt einen wirtschaftlichen Aufschwung, doch die Zeit bis zum nächsten Krieg dauert nicht lange: Truppen marschieren in Kuwait ein und der Zweite Golfkrieg beginnt. Shams Vater wird wieder eingezogen und kehrt mit psychischen Problemen aus dem Krieg zurück, der jedoch noch nicht vorbei ist. Als die Männer des Dorfes gezwungen werden sollen, erneut zu den Waffen zu greifen, entschließt sich der Vater, mit der Familie nach Bagdad zu gehen.
In Bagdad kommt die Familie bei ihrem Bekannten Jafer al-Saydi und seiner Familie unter. Als es zu Spannungen zwischen den Familien kommt, baut Shams mit seinem Vater im sogenannten Blechviertel, einem Slum ohne Trinkwasser und Strom, ein kleines Haus und die Familie zieht um. Shams und Qamer besuchen wieder die Schule. Shams Mutter findet zunächst eine Arbeit als Putzfrau in einer Moschee, wendet sich dann jedoch der Wahrsagerei zu und wird zur religiösen Eiferin. Dadurch gerät sie immer häufiger in Konflikt mit ihrer Familie, vor allem mit ihrer Tochter Qamer, die eine Ausbildung zur Krankenschwester beginnt. Shams kommt in die Pubertät und entwickelt ein starkes Interesse an Mädchen. Auf dem Mridi-Basar stößt er auf das Buch Erotische Storys von Alberto Moravia. Er ist vom Buch fasziniert. Er wechselt auf das Gymnasium und arbeitet in seiner Freizeit als Busfahrerhelfer. Auf einer Fahrt sieht ein Soldat sein Buch  und empfiehlt ihm den Bagdader Büchermarkt. Auf dem Büchermarkt trifft Shams auf den Autor Hisham, dessen Lesung er besucht. Später lädt Hisham Shams zu seinem blinden Freund Kamal ein. Ebenfalls anwesend sind die Schwestern Fatima und Yara, die Malerin und Autorin Miriam, der Kritiker Adnan und der Buchhändler Masud. Diese Freundesgruppe bildet zusammen den Literaturclub Palast der Miserablen, dessen Mitglied Shams wird. Neben Literatur wird auch offen über Politik gesprochen und die Propaganda Saddam Husseins kritisiert. Shams liest viel und beginnt, selbst zu schreiben.
Qamer heiratet Jasim, den sie bei ihrer Arbeit im Krankenhaus kennengelernt hat, und Shams reagiert eifersüchtig. Da Jasims Kfz-Werkstatt viel Geld einbringt kündigt Qamer ihren Job im Krankenhaus und steigt in Jasims Geschäft ein. Beide sind fortan eine große finanzielle Stütze für die Familie, doch stellt sich heraus, dass sie in illegale Geschäfte verwickelt sind; beide tauchen unter. Um Shams nun mittelloser Familie zu helfen, bietet Hisham Shams einen Job als Fotograf an. Shams nimmt weitere Arbeiten an, um die Familie zu unterstützen, und besteht die Abschlussprüfungen nicht. Er muss das Schuljahr wiederholen.
Die Situation im Land verschärft sich, viele Lebensmittel werden aufgrund des Öl-für-Lebensmittel-Programms unbezahlbar. Der Palast der Miserablen zerfällt: Yara, Fatima und Miriam gehen nach Beirut, wo Miriam kurz darauf Suizid begeht, Hisham flieht nach Amman und Masud und Adnan bleiben den Treffen fern. Shams hat von Hisham den Verkaufsplatz auf dem Büchermarkt erhalten, doch sind die Einnahmen gering. Shams überlegt, wie Hisham illegale Bücher zu verkaufen. Er lernt Sinan und Saad kennen, die Teil der As-Sadr-Bewegung sind. Sie überreden ihn, illegale schiitische Werke zu verkaufen und Shams stimmt zu, weil er das zusätzliche Geld dringend braucht.
Im Dezember 1998 beginnt die Operation Desert Fox, die nur wenige Tage dauert. In Saddam City kommt es zu einer Straßenschlacht zwischen Regierungsanhängern und den Anhängern von As-Sadr. In den folgenden Tagen werden mehrere Aufständische von der Armee getötet und alle Häuser nach illegalen Sachen durchsucht. Um nicht verhaftet zu werden, hört Shams mit dem illegalen Verkauf von Büchern auf. Von Saads Familie erfährt er, dass dieser in den Süden Iraks geflüchtet ist. Shams besteht seine Abschlussprüfungen und studiert Geschichte auf Lehramt. Er verkauft wieder Bücher auf dem Büchermarkt. Dort wird er schließlich verhaftet. Der ebenfalls in Haft befindliche Sinan hat den Soldaten gestanden, dass Shams Saads illegale Bücher verkauft hat. Shams erfährt im Verhör, dass Saad Teil der schiitische Dawa-Partei ist; Shams ist in der Organisation als Leiter der dschihadistischen Kulturabteilung vermerkt worden. Er wird zudem nach Hisham gefragt, der in Jordanien als Oppositioneller der irakischen Regierung aktiv ist. Shams wird gefoltert, bis er gesteht.
In die Geschichte der Vergangenheit ist die Geschichte von Shams im Gefängnis eingeflochten. Shams ist krank und es geht im psychisch schlecht. Er kann kaum essen und hat stark abgenommen. Der Krieg zwischen dem Irak und den USA bricht wieder aus. Es wird bald deutlich, dass das Gefängnis in der Folge von den Aufsehern verlassen wurde und die Gefangenen ihrem Schicksal überlassen wurden. Shams hat keine Kraft mehr; am Ende steht er kurz vor dem Tod durch Verhungern.

## Hintergrund
Der Palast der Miserablen ist der fünfte Roman von Abbas Khider, der 2000 nach Deutschland floh. Khider verfasste den Roman wie auch seine vorherigen Werke auf Deutsch, was ihm mehr Möglichkeiten gab: „Wenn er auf Deutsch schreibe, habe er keine Angst, sagte der Autor in einem Interview. ‚Der deutsche Abbas ist freier. In der fremden Sprache wird es möglich, über alles zu reden.‘“
Der Roman ist in 16 Kapitel unterteilt. Die taz nannte das Buch einen „Entwicklungsroman über Herkunft und Klassenschranken hinweg“. Khider verzahnt dabei wie schon in Die Orangen des Präsidenten aus dem Jahr 2011 aktuelle Szenen im Gefängnis mit Erzählungen aus der Vergangenheit der Hauptfigur. Während einer mehrwöchigen Schreibpause an Palast der Miserablen verfasste Khider seine Lehrbuch-Satire Deutsch für alle, die 2019 erschien.
Khider sollte den Roman ursprünglich 2020 im Rahmen der Leipziger Buchmesse vorstellen, die jedoch aufgrund der COVID-19-Pandemie abgesagt wurde. Buchpräsentationen waren unter anderem Ende April 2020 im Frankfurter Literaturhaus und im Rahmen der Lyrischen Matinéen in der Stadtkirche Darmstadt geplant, doch wurden alle 24 geplanten Buchlesungen Khiders aufgrund der Pandemie abgesagt. Der Palast der Miserablen erschien im März 2020 auch als Hörbuch bei Hörbuch Hamburg; den Roman sprach Schauspieler Torsten Flassig ein.

## Historischer Kontext

### Kriege
Die Geschichte beginnt im siebenten Jahr des ersten Golfkriegs. Als der Krieg endet, erfährt Irak einen wirtschaftlichen Aufschwung. Auch in Shams Dorf ist es spürbar. Die Kinder bekommen „imperialistische Getränke“, die medizinische Versorgung verbessert sich und es kommen neue Waren auf den Markt. Im Jahr 1990 beginnt der Zweite Golfkrieg mit dem Einmarsch der Irakischen Truppen. Shams Vater muss als Soldat dienen und kommt traumatisiert zurück. Im Dorf sind die Konsequenzen des Kriegs sehr stark zu spüren. Die Bewohner haben Angst und verhungern: „Das Dorf glich einer Geisterstadt.“
Nach einer ruhigen Zeit in Irak beginnt 1998 ein neuer Krieg, Operation Desert Fox. Shams geht zu dieser Zeit noch in die Schule. Das Bombardement dauert vier Tage, dann herrscht im Land wieder Stille. Shams Geschichte beginnt während des Kriegs und endet während des Kriegs. Als er im Gefängnis sitzt und dem Tod nahe ist, hört er Explosionen. Der Irakkrieg beginnt.

### Religion
Im Irak ist die Hauptreligion der Islam. Die Mehrheit der irakischen Muslime ist schiitischen Glaubens, die Minderheit sind Sunniten. Lange waren jedoch die Sunniten an der Macht, weil Saddam Hussein als irakischer Diktator an der Macht war. Shams Familie ist schiitisch, darf aber lange keine schiitische Predigt hören, weil das Predigen von schiitischen Imams in Irak verboten ist. Der Imam Sadiq as-Sadr gehört zu den ersten Imams, die dagegen kämpfen.

## Figuren
Shams ist ungefähr am Anfang des ersten Golfkrieges geboren. Seine große Schwester Qamer ist ihm sehr wichtig und er schaut zu ihr auf. Als kleines Kind fühlt er sich mehrmals verantwortlich, seine Schwester zu beschützen, weil er ein Mann ist. Dieses Geschlechterrollenbild verschwindet jedoch mit der Zeit, da Qamer bedeutend mutiger und stärker als Shams ist. Sie lässt sich nicht einschüchtern und zögert nicht um sich zu wehren. Qamer hat einen sehr starken Einfluss auf Shams und sie wird sein Vorbild. Dies zeigt sich schon in den ersten Kapiteln, als alle außer Qamer Angst vor dem Krieg haben. Auch als Shams und Qamer von der Polizei bedroht werden, hat Qamer keine Angst.
Mit seinen Eltern verbringt Shams in seiner Jugend nur wenig Zeit, da diese kein Interesse an seiner Leidenschaft, der Literatur, haben. Shams Vater Hussein hat früher als Soldat gedient. Als die Familie nach Bagdad zieht, arbeitet er als Träger auf dem Einäugigen Basar und später verkauft er diverse Sachen. Er ist kreativ und hat gelegentlich neue Geschäftsideen, welche dann von Shams getestet werden.
Husseins Vater Marzoq, Shams Großvater, stirbt bereits im Jahr 1988. Er hat zu seinen Lebzeiten kein gutes Verhältnis zu seinem einzigen Sohn. Umso mehr mögen ihn seine Enkelkinder. Marzoq ist in seinem Heimatdorf unbeliebt, da er seine Meinung mithilfe von Beleidigungen sehr klar formuliert. Sein Sohn schämt sich für seinen Vater.
Alle aus der Familie sind schiitische Muslime, jedoch ist Shams Mutter Zahraa die einzige, die einen großen Wert auf ihre Religion legt. In Qamers Jugendjahren streiten sich Qamer und ihre Mutter mehrmals wegen ihrer Religion, da Qamer diese nicht sehr ernst nimmt. Um mehr Geld zu verdienen, arbeitet Zahraa neben ihrer Arbeit als Putzfrau in der Moschee auch noch als Wahrsagerin. Die Wahrsagerei hat sie von ihrer Mutter gelernt, was Hussein missfällt: „Zahraa, ich will nicht, dass du wie deine Mutter wirst“.
Obwohl Shams die ersten Jahre seines Lebens Krieg miterlebt, beschreibt er seine Zeit im Südirak als positiv. Erst als er dem Palast der Miserablen beitritt, beginnt er, mehr über den politischen Kontext der Kriege und die irakische Regierung mehr zu erfahren.

## Orte

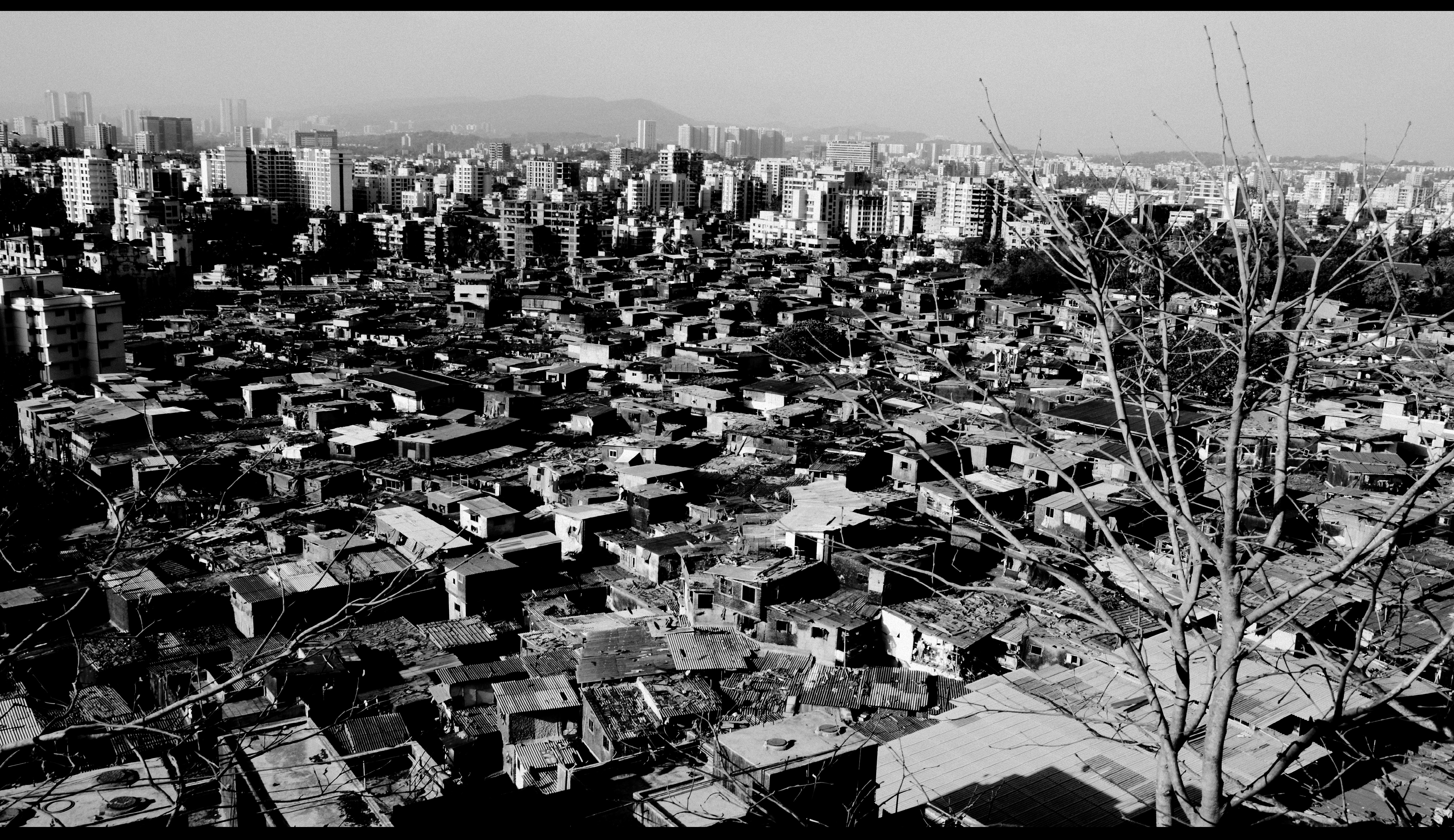
Slum in Bagdad

- Herzlich Hölle: Herzlich Hölle (Ahlan Dschahannam) ist ein Dorf im Süden des Iraks. Shams lebt dort mit seiner Familie, bis sie nach Bagdad flüchten. Das Nachbardorf heißt Al-Hindi.

- Blechviertel: Das Blechviertel ist ein Bagdader Viertel, welches auf einem Schrottplatz gebaut ist und sich hinter einem Damm befindet. Shams Familie bauts sich in diesem Armenviertel ihr eigenes Haus. Anfangs gibt es im Viertel keinen Strom, kein Trinkwasser und keine Kanalisation.

- Teehaus Licht: Da Teehaus Licht ist der einzige Ort im Blechviertel, der Strom besitzt und somit einen Fernseher. Dort treffen sich alle Männer, sowohl Sportler, Händler wie auch Politiker. Im Teehaus wird viel gesprochen und ferngesehen. Dadurch bekommen die Einwohner einen Einblick in die Außenwelt.

- Teehäuser und Literaturcafés: Die Literaturcafés am Büchermarkt erlauben Shams neue Kontakte zu knüpfen und an Diskussionen teilzunehmen. Die Teehäuser sind besonders für ältere Herren, wie Shams Vater, ein wichtiger Bestandteil ihrer Freizeit. Dort können sich die Menschen austauschen und wichtige Themen besprechen.

- Büchermarkt: Der Büchermarkt Suq as-Saray befindet sich in der Mutanabi-Strasse. Für Shams ist dieser Ort wie das Schlaraffenland.[16] Er besucht fast jeden Freitag den Markt.

- Tigris und Märtyrerbrücke: Der Fluss Tigris verläuft inmitten durch Bagdad. Shams beschreibt, dass das eine Ufer des Tigris sauber und gepflegt sei, während das andere arm und dreckig sei. Die Märtyrerbrücke ist eine der vielen Brücken, die die beiden Ufer verbindet. „Auf der Brücke saßen Menschen, die weder zum Hier noch zum Dort gehörten“,[17] meint Shams. Die Brücke stellt somit eine Grenze beziehungsweise einen Übergang zwischen sozialen Schichten dar.

## Rezeption
Die Kritik lobte Palast der Miserablen als Khiders bisher bestes Buch und hob die Schönheit der Sprache hervor: „… wie immer schreibt er unverschnörkelt realistisch und direkt. Seine Sprache ist so geschmeidig und genau geworden, dass man nicht nur atemlos der Handlung folgt, sondern auch dem Rhythmus seiner Sätze.“ „Es ist ein unglaubliches Buch, das Abbas Khider mit diesem persönlichen und sehr lebendigen Roman vorlegt“, schrieben die Dresdner Neuesten Nachrichten; der Roman sei „in jeder Hinsicht lesenswert, sprachlich, inhaltlich, voller unvergesslicher Figuren.“ Khiders Werke zeigen ihn als „Autor, der variantenreich, ironiegewürzt und mit langem Atem erzählen kann. Seine Figuren halten den Leser auch dann noch fest, wenn er sie mit schlechten Eigenschaften ausstattet, denn er lässt ihnen immer noch genug anderes, das das Interesse an ihnen wachhält“, urteilte die Frankfurter Rundschau. Khider liefere „sehr gekonnt“ eine literarische Innensicht auf irakische Lebenswelten, befand das Hamburger Abendblatt: „Es ist eine Geschichte, die nichts beschönigt und aus der sich jeder Anflug von orientalischer Poesie verabschiedet hat. Deshalb trifft sie mit umso größerer Wucht.“. „Ein erschütterndes Werk, das mehr ist als Kunst – ein zeitgeschichtliches Zeugnis“ fasste der Münchner Merkur zusammen. Das „Gefühl der Ausweglosigkeit“ mache Khiders Roman „zu einer schwer erträglichen Lektüre“, befand die Süddeutsche Zeitung. Palast der Miserablen sei ein „sehr dichtes, fesselndes Werk“, so die Frankfurter Neue Presse.
Die Berliner Morgenpost kritisierte die Sprache Khiders, so habe der „Erzählduktus […] etwas vom Deutschaufsatz eines Schülers […]. Selbst in den schrecklichsten Situationen bedient sich die Sprache einiger Metaphern und Vergleiche, die nicht immer gelungen sind“. Zusammenfassend lobte sie den Roman dennoch: „Trotz einiger Schwächen schildert Khider glaubhaft, wie ein Mensch im Krieg seine Lebendigkeit bewahrt bis zu dem Zeitpunkt, da sie ihm auf die grausamste Weise streitig gemacht wird.“ Die Zeit befand, dass das Leben im Blechviertel „stilistisch nicht überzeugend“ wirke, möglicherweise da Khider „allzu lehrhaft und allgemein von seinem abgehängten Viertel erzählt“ und „Shams Blick […] ihm zu brav geraten“ ist.